# Parapiezops homalonotus
Parapiezops homalonotus är en insektsart som beskrevs av Morgan Hebard 1923. Parapiezops homalonotus ingår i släktet Parapiezops och familjen gräshoppor. Inga underarter finns listade i Catalogue of Life.